# Yassine Bounou
Yassine Bounou, detto Bono (in arabo ياسين بونو‎?, in berbero ⵢⴰⵙⵉⵏ ⴱⵓⵏⵓ; Montréal, 5 aprile 1991), è un calciatore marocchino con cittadinanza canadese, portiere dell'Al-Hilal e della nazionale marocchina.

## Biografia
Possiede la cittadinanza canadese, essendo nato nella città di Montréal, avendo così avuto anche la possibilità di rappresentare la nazionale del Canada. A 2 anni si trasferisce con la sua famiglia in Marocco, a Casablanca, dove crescerà anche a livello calcistico.

## Caratteristiche tecniche
È un portiere dotato di buoni fondamentali e competente nell'impostazione del gioco. Ha anche dimostrato delle notevoli doti nel neutralizzare i calci di rigore. È stato inserito nel 2022 dall'IFFHS nella Top 10 dei portieri della FIFA, ottenendo il terzo posto e risultando il primo portiere della storia del calcio africano a raggiungere una tale posizione. Ha dichiarato di ispirarsi a Gianluigi Buffon e Edwin van der Sar.

## Carriera

### Club

#### Gli inizi, Atlético Madrid (B)

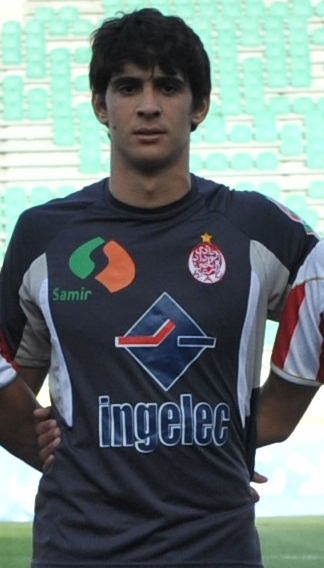
Un giovane Bounou al nel 2012

Dopo aver fatto tutta la trafila giovanile, e dopo aver vinto il campionato di Botola 1 2009-2010, debutta nel professionismo il 12 novembre 2011 con la maglia del Wydad Casablanca, perdendo per 1-0 contro l'Espérance, nella finale della CAF Champions League, subendo la rete della sconfitta da Harrison Afful. La sua prima vittoria nel campionato marocchino è giunta nel successo 1-0 contro il CRA. In tutto gioca solo nove partite con il Castello rosso.
Nel 2012 viene prelevato dall'Atlético Madrid, ma gioca nella Segunda División B, venendo aggregato all'Atlético Madrid B. La sua permanenza è durata per due stagioni, dove ha difeso la porta della squadra B dei Colchoneros per più di 40 volte. Inoltre, ha giocato in prima squadra in un'amichevole vinta per 1-0 contro il Numancia, approfittando dell'assenza dei portieri titolari Thibaut Courtois e Daniel Aranzubia, l'allenatore Diego Simeone l'ha fatto scendere in campo. Nonostante non abbia mai giocato partite ufficiali, si può vantare del titolo di Primera División 2013-2014 vinto dall'Atlético.

#### Real Saragozza
Nell'estate del 2014 approda in prestito al Real Saragozza, militante in Segunda División. Dato che in quel periodo il portiere titolare è Óscar Whalley, Bounou non trova molto spazio nella sua prima stagione. Debutta nel campionato 2014-2015 l'11 gennaio, nella sconfitta per 5-3 contro il Las Palmas. Nella seconda stagione ottiene maggior spazio, almeno nella prima metà di campionato, mentre nell'altra metà viene messo da parte da Manu Herrera. La sua ultima partita con il club saragozzano si conclude con una sconfitta per 2-1 contro il Mirandés, non venendo riscattato dai Blanquillos.

#### Girona
Nel 2016 diventa un nuovo giocatore del Girona, sempre in Segunda. Questa volta la musica è totalmente diversa rispetto a quella di Saragozza, con Bounou che diventa subito titolare del club biancorosso, che ottiene in quell'annata la sua prima storica promozione in Liga, battendo ai play-off proprio il Real Saragozza. Nonostante all'inizio venga messo in ombra dal veterano Gorka Iraizoz, debutta per la prima volta nella Primera División nel successo per 2-1 contro il Deportivo La Coruña. Da lì, diventa un titolare inamovibile. Il Girona vince altre due partite consecutive, contro Real Madrid e Levante, sempre con lo stesso risultato di 2-1. La squadra di Pablo Machín si rivelerà l'autentica sorpresa del campionato (chiuso al 10° posto), con il portiere marocchino che sarà uno dei punti cardine della squadra. Le cose, però, non andranno benissimo nella stagione successiva, sotto la guida di Eusebio Sacristán, in cui il club gerundense non riuscirà a ripetersi, retrocedendo per 4 punti in Segunda División, nonostante Bounou sarà comunque uno dei migliori del campionato del Girona. Termina la sua esperienza con un totale di 104 presenze in tutte le competizioni. 

#### Siviglia
Il 2 settembre 2019 si trasferisce con la formula del prestito con diritto di riscatto al Siviglia, in qualità di secondo di Tomáš Vaclík. Usato raramente in campionato, si distingue maggiormente in UEFA Europa League, competizione nella quale debutta il 3 ottobre 2019 nella vittoria casalinga contro l'APOEL, senza subire reti. Nella seconda parte di stagione, si rende protagonista della vittoria della sesta Europa League dei Rojiblancos: nei quarti di finale para un rigore a Raúl Jiménez, contro il Wolverhampton, in semifinale si ripete contro il Manchester Utd, mentre in finale (vinta 3-2 contro l'Inter) è decisivo con una parata su Romelu Lukaku durante un uno contro uno, determinando così il trionfo e la qualificazione del Siviglia alla prossima UEFA Champions League.
Alla fine della positiva stagione, nella quale ottiene 18 presenze totali (di cui 10 in Europa League), il 4 settembre, il club lo riscatta facendogli firmare un contratto quadriennale.
Durante la seconda stagione in Andalusia, diventa un titolare insostituibile per l'allenatore Julen Lopetegui e, il 20 ottobre 2020, debutta nella massima competizione europea in un pareggio a reti inviolate contro il Chelsea.
Il 20 marzo 2021 realizza la rete dell'1-1 all'ultimo minuto, calciando di sinistro sugli sviluppi di un calcio d'angolo, nella partita dello stadio José Zorrilla contro il Real Valladolid, permettendo al proprio club di evitare la sconfitta (1-1), rimontando il gol su rigore di Fabián Orellana.
Il 31 maggio 2023 vince la sua seconda Europa League con gli andalusi, battendo ai tiri di rigore un'altra italiana, la Roma. Le parate decisive effettuate nel corso nei 120 minuti e il rigore intercettato a Gianluca Mancini nella lotteria finale gli valgono il premio di Man of the Match. Grazie al successo in Europa League e al gran percorso con la nazionale al mondiale, il seguente 6 settembre viene incluso nella lista finale dei 30 candidati al Pallone d'oro, classificandosi infine al tredicesimo posto e al terzo posto del Premio Yashin. Gioca la sua ultima partita con i sivigliani il 16 agosto 2023 (due giorni prima della sua cessione), nella finale della Supercoppa UEFA contro i campioni d'Europa del Manchester City (persa 5-4 d.c.r, dopo un 1-1 nei tempi regolamentari e supplementari).

#### Al-Hilal
Il 18 agosto 2023, dopo quattro stagioni con il club andaluso, viene ufficialmente ceduto a titolo definitivo per poco più di 20 milioni di euro all'Al-Hilal, squadra araba della Saudi Pro League, con cui sottoscrive un contratto triennale. Debutta 6 giorni più tardi nella partita di campionato vinta 4-0 contro l'Al-Ra'ed. Debutterà anche in AFC Champions League Elite, contro il Navbahor Namangan (vittoria 2-0), competizione in cui l'Al-Hilal si arresterà solo in semifinale, uscendo sconfitto nel doppio confronto contro gli emiratini dell'Al-Ain. Vincerà alla sua prima stagione un Treble nazionale, con campionato, King Cup, in finale contro l'Al-Nassr di Cristiano Ronaldo (6-5 d.c.r.) e Supercoppa saudita, contro l'Al-Ittihad (4-1). Viene premiato come miglior portiere del campionato.
Nella sua seconda stagione a Riad, vince solo la Supercoppa saudita, in finale contro l'Al-Nassr, di nuovo con il risultato di 4-1. In campionato il club arabo si piazza secondo alle spalle dell'Al-Ittihad, mentre in AFC Champions League viene eliminato nuovamente in semifinale, dai connazionali dell'Al-Ahli. Esordisce nella prima partita del nuovo formato della Coppa del mondo per club FIFA, nel debutto di Simone Inzaghi sulla panchina dell'Al-Hilal, contro il Real Madrid, in cui, al minuto 92 (sul risultato di 1-1), para un rigore a Federico Valverde, tenendo così il pareggio.

### Nazionale

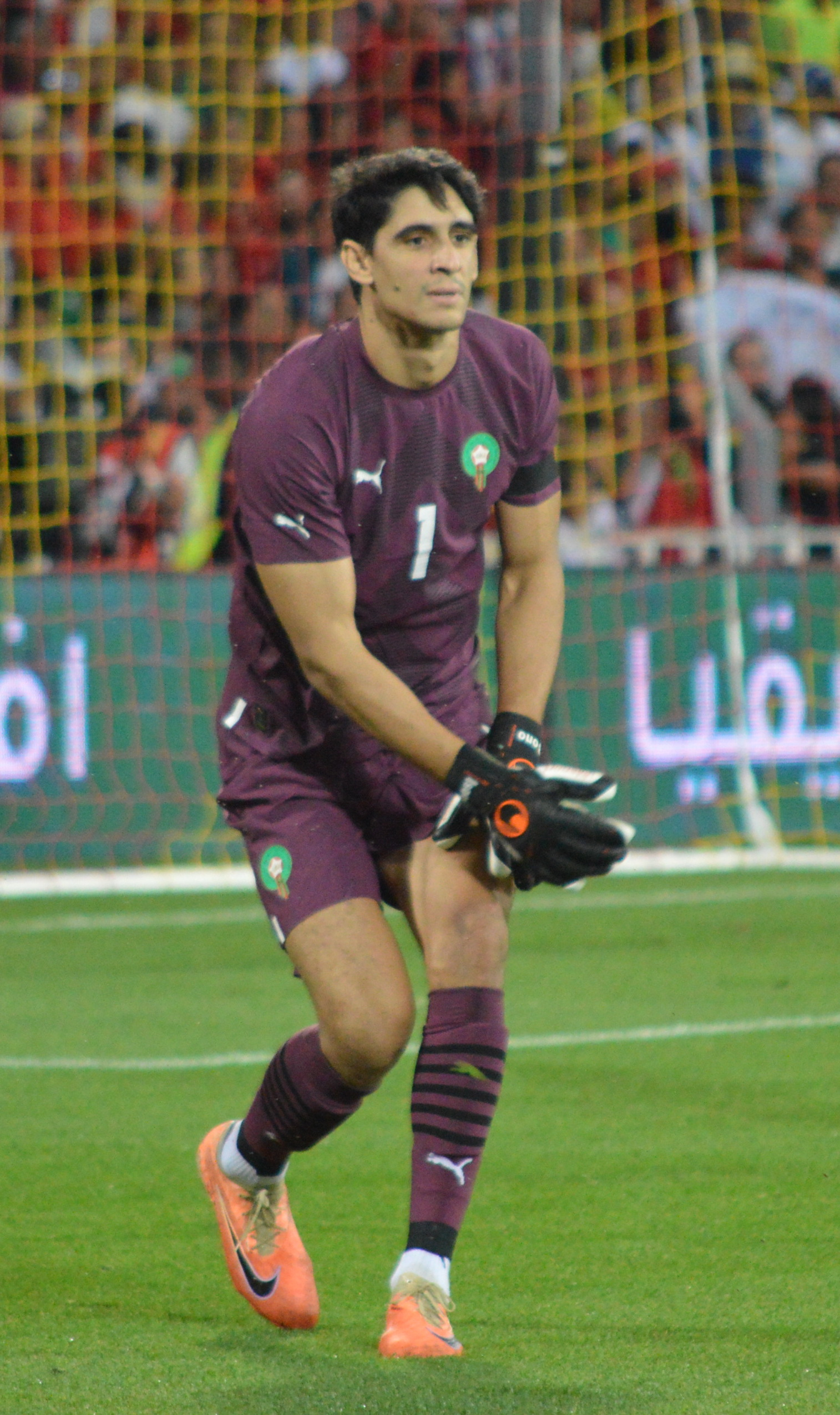
Bounou con il nel 2023

Debutta con la nazionale maggiore marocchina il 14 agosto 2013, subentrando nel secondo tempo dell'amichevole contro il Burkina Faso, persa per 1-2.
Convocato per disputare la fase finale del campionato del mondo 2022, nella partita degli ottavi di finale disputata il 6 dicembre contro la Spagna, stante lo 0-0 con cui si erano conclusi i tempi supplementari, nella lotteria dei calci di rigore il portiere neutralizza due tentativi su tre (l'altro comunque sbagliato), battuti da Sergio Busquets e Carlos Soler, conducendo così i Leoni dell'Atlante ai quarti di finale di un Mondiale per la prima volta nella loro storia. Quindi, dà un notevole contributo anche al successo della partita seguente, in cui il Marocco sconfigge il Portogallo per 1-0 e diventa la prima squadra africana a raggiungere le semifinali di una Coppa del Mondo. In seguito al quarto posto ottenuto al termine della competizione (dopo la finale terzo-quarto posto persa 2-1 contro la Croazia), nel dicembre successivo, Bounou e il resto della rosa marocchina sono stati insigniti dell'Ordine del Trono durante un ricevimento al Palazzo Reale di Rabat.

## Statistiche

### Presenze e reti nei club
Statistiche aggiornate al 4 luglio 2025.
| Stagione                 | Squadra                  | Campionato               | Campionato | Campionato | Coppe nazionali | Coppe nazionali | Coppe nazionali | Coppe continentali | Coppe continentali | Coppe continentali | Altre coppe | Altre coppe | Altre coppe | Totale | Totale  |
| Stagione                 | Squadra                  | Comp.                    | Pres.      | Reti       | Comp.           | Pres.           | Reti            | Comp.              | Pres.              | Reti               | Comp.       | Pres.       | Reti        | Pres.  | Reti    |
| ------------------------ | ------------------------ | ------------------------ | ---------- | ---------- | --------------- | --------------- | --------------- | ------------------ | ------------------ | ------------------ | ----------- | ----------- | ----------- | ------ | ------- |
| 2010-2011                | Wydad Casablanca         | B1                       | 0          | 0          | -               | -               | -               | CCL                | 1                  | -1                 | -           | -           | -           | 1      | -1      |
| 2011-2012                | Wydad Casablanca         | B1                       | 4          | -5         | -               | -               | -               | -                  | -                  | -                  | -           | -           | -           | 4      | -5      |
| Totale Wydad Casablanca  | Totale Wydad Casablanca  | Totale Wydad Casablanca  | 4          | -5         |                 | -               | -               |                    | 1                  | -1                 |             | -           | -           | 5      | -6      |
| 2012-2013                | Atlético Madrid B        | SDB                      | 24         | -30        | -               | -               | -               | -                  | -                  | -                  | -           | -           | -           | 24     | -30     |
| 2013-2014                | Atlético Madrid B        | SDB                      | 23         | -30        | -               | -               | -               | -                  | -                  | -                  | -           | -           | -           | 23     | -30     |
| Totale Atlético Madrid B | Totale Atlético Madrid B | Totale Atlético Madrid B | 47         | -60        |                 | -               | -               |                    | -                  | -                  |             | -           | -           | 47     | -60     |
| 2014-2015                | Real Saragozza           | SD                       | 19         | -25        | CR              | 0               | 0               | -                  | -                  | -                  | -           | -           | -           | 19     | -25     |
| 2015-2016                | Real Saragozza           | SD                       | 39         | -33        | CR              | 0               | 0               | -                  | -                  | -                  | -           | -           | -           | 39     | -33     |
| Totale Real Saragozza    | Totale Real Saragozza    | Totale Real Saragozza    | 58         | -58        |                 | 0               | 0               |                    | -                  | -                  |             | -           | -           | 58     | -58     |
| 2016-2017                | Girona                   | SD                       | 41         | -40        | CR              | 0               | 0               | -                  | -                  | -                  | -           | -           | -           | 41     | -40     |
| 2017-2018                | Girona                   | PD                       | 30         | -46        | CR              | 1               | -2              | -                  | -                  | -                  | -           | -           | -           | 31     | -48     |
| 2018-2019                | Girona                   | PD                       | 32         | -43        | CR              | 0               | 0               | -                  | -                  | -                  | -           | -           | -           | 32     | -43     |
| Totale Girona            | Totale Girona            | Totale Girona            | 103        | -129       |                 | 1               | -2              |                    | -                  | -                  |             | -           | -           | 104    | -131    |
| 2019-2020                | Siviglia                 | PD                       | 6          | -3         | CR              | 2               | 0               | UEL                | 10                 | -6                 | -           | -           | -           | 18     | -9      |
| 2020-2021                | Siviglia                 | PD                       | 36         | -18; 1     | CR              | 6               | 0               | UCL                | 5                  | -6                 | SU          | 1           | -2          | 44     | -26; 1  |
| 2021-2022                | Siviglia                 | PD                       | 31         | -24        | CR              | 0               | 0               | UCL+UEL            | 6+4                | -5 + -4            | -           | -           | -           | 41     | -33     |
| 2022-2023                | Siviglia                 | PD                       | 24         | -39        | CR              | 1               | -2              | UCL+UEL            | 4+5                | -12 + -4           | -           | -           | -           | 34     | -57     |
| ago. 2023                | Siviglia                 | PD                       | 1          | -2         | CR              | 0               | 0               | UCL                | -                  | -                  | SU          | 1           | -1          | 2      | -3      |
| Totale Siviglia          | Totale Siviglia          | Totale Siviglia          | 98         | -86; 1     |                 | 9               | -2              |                    | 34                 | -37                |             | 2           | -3          | 139    | -128; 1 |
| ago. 2023-2024           | Al-Hilal                 | SPL                      | 31         | -20        | KCC             | 5               | -2              | ACL                | 5                  | -3                 | SS          | 2           | -2          | 43     | -27     |
| 2024-2025                | Al-Hilal                 | SPL                      | 31         | -41        | KCC             | 1               | -2              | ACL                | 10                 | -7                 | SS+Cmc      | 2+5         | -2 + -6     | 49     | -58     |
| Totale Al-Hilal          | Totale Al-Hilal          | Totale Al-Hilal          | 62         | -61        |                 | 6               | -4              |                    | 15                 | -10                |             | 9           | -10         | 92     | -85     |
| Totale carriera          | Totale carriera          | Totale carriera          | 372        | -399; 1    |                 | 16              | -8              |                    | 50                 | -48                |             | 11          | -13         | 449    | -468; 1 |

### Cronologia presenze e reti in nazionale
| Cronologia completa delle presenze e delle reti in nazionale ― Marocco | Cronologia completa delle presenze e delle reti in nazionale ― Marocco | Cronologia completa delle presenze e delle reti in nazionale ― Marocco | Cronologia completa delle presenze e delle reti in nazionale ― Marocco | Cronologia completa delle presenze e delle reti in nazionale ― Marocco | Cronologia completa delle presenze e delle reti in nazionale ― Marocco | Cronologia completa delle presenze e delle reti in nazionale ― Marocco | Cronologia completa delle presenze e delle reti in nazionale ― Marocco |
| Data                                                                   | Città                                                                  | In casa                                                                | Risultato                                                              | Ospiti                                                                 | Competizione                                                           | Reti                                                                   | Note                                                                   |
| ---------------------------------------------------------------------- | ---------------------------------------------------------------------- | ---------------------------------------------------------------------- | ---------------------------------------------------------------------- | ---------------------------------------------------------------------- | ---------------------------------------------------------------------- | ---------------------------------------------------------------------- | ---------------------------------------------------------------------- |
| 14-8-2013                                                              | Tangeri                                                                | Marocco                                                                | 1 – 2                                                                  | Burkina Faso                                                           | Amichevole                                                             | -1                                                                     | 46’                                                                    |
| 3-9-2014                                                               | Casablanca                                                             | Marocco                                                                | 0 – 0                                                                  | Qatar                                                                  | Amichevole                                                             | -                                                                      |                                                                        |
| 7-9-2014                                                               | Marrakech                                                              | Marocco                                                                | 3 – 0                                                                  | Libia                                                                  | Amichevole                                                             | -                                                                      |                                                                        |
| 13-10-2014                                                             | Marrakech                                                              | Marocco                                                                | 3 – 0                                                                  | Kenya                                                                  | Amichevole                                                             | -                                                                      |                                                                        |
| 16-11-2014                                                             | Agadir                                                                 | Marocco                                                                | 2 – 1                                                                  | Zimbabwe                                                               | Amichevole                                                             | -1                                                                     |                                                                        |
| 12-10-2015                                                             | Agadir                                                                 | Marocco                                                                | 1 – 1                                                                  | Guinea                                                                 | Amichevole                                                             | -1                                                                     |                                                                        |
| 4-9-2016                                                               | Rabat                                                                  | Marocco                                                                | 2 – 0                                                                  | São Tomé e Príncipe                                                    | Qual. Coppa d'Africa 2017                                              | -                                                                      |                                                                        |
| 11-10-2016                                                             | Marrakech                                                              | Marocco                                                                | 4 – 0                                                                  | Canada                                                                 | Amichevole                                                             | -                                                                      |                                                                        |
| 28-3-2017                                                              | Marrakech                                                              | Marocco                                                                | 1 – 0                                                                  | Tunisia                                                                | Amichevole                                                             | -                                                                      |                                                                        |
| 10-10-2017                                                             | Bienne                                                                 | Corea del Sud                                                          | 1 – 3                                                                  | Marocco                                                                | Amichevole                                                             | -                                                                      | 46’                                                                    |
| 4-6-2018                                                               | Ginevra                                                                | Slovacchia                                                             | 1 – 2                                                                  | Marocco                                                                | Amichevole                                                             | -1                                                                     |                                                                        |
| 8-9-2018                                                               | Casablanca                                                             | Marocco                                                                | 3 – 0                                                                  | Malawi                                                                 | Qual. Coppa d'Africa 2019                                              | -                                                                      |                                                                        |
| 13-10-2018                                                             | Casablanca                                                             | Marocco                                                                | 1 – 0                                                                  | Comore                                                                 | Qual. Coppa d'Africa 2019                                              | -                                                                      |                                                                        |
| 16-11-2018                                                             | Casablanca                                                             | Marocco                                                                | 2 – 0                                                                  | Camerun                                                                | Qual. Coppa d'Africa 2019                                              | -                                                                      |                                                                        |
| 26-3-2019                                                              | Tangeri                                                                | Marocco                                                                | 0 – 1                                                                  | Argentina                                                              | Amichevole                                                             | -1                                                                     |                                                                        |
| 12-6-2019                                                              | Marrakech                                                              | Marocco                                                                | 0 – 1                                                                  | Gambia                                                                 | Amichevole                                                             | -1                                                                     | 46’                                                                    |
| 16-6-2019                                                              | Marrakech                                                              | Marocco                                                                | 2 – 3                                                                  | Zambia                                                                 | Amichevole                                                             | -3                                                                     |                                                                        |
| 23-6-2019                                                              | Il Cairo                                                               | Marocco                                                                | 1 – 0                                                                  | Namibia                                                                | Coppa d'Africa 2019 - 1º turno                                         | -                                                                      |                                                                        |
| 28-6-2019                                                              | Il Cairo                                                               | Marocco                                                                | 1 – 0                                                                  | Costa d'Avorio                                                         | Coppa d'Africa 2019 - 1º turno                                         | -                                                                      |                                                                        |
| 5-7-2019                                                               | Il Cairo                                                               | Marocco                                                                | 1 – 1 dts (1 – 4 dtr)                                                  | Benin                                                                  | Coppa d'Africa 2019 - Ottavi di finale                                 | -1                                                                     |                                                                        |
| 6-9-2019                                                               | Marrakech                                                              | Marocco                                                                | 1 – 1                                                                  | Burkina Faso                                                           | Amichevole                                                             | -                                                                      | 46’                                                                    |
| 11-10-2019                                                             | Oujda                                                                  | Marocco                                                                | 1 – 1                                                                  | Libia                                                                  | Amichevole                                                             | -1                                                                     | 70’                                                                    |
| 15-11-2019                                                             | Rabat                                                                  | Marocco                                                                | 0 – 0                                                                  | Mauritania                                                             | Qual. Coppa d'Africa 2021                                              | -                                                                      |                                                                        |
| 19-11-2019                                                             | Bujumbura                                                              | Burundi                                                                | 0 – 3                                                                  | Marocco                                                                | Qual. Coppa d'Africa 2021                                              | -                                                                      |                                                                        |
| 9-10-2020                                                              | Rabat                                                                  | Marocco                                                                | 3 – 1                                                                  | Senegal                                                                | Amichevole                                                             | -1                                                                     |                                                                        |
| 12-11-2020                                                             | Casablanca                                                             | Marocco                                                                | 4 – 1                                                                  | Rep. Centrafricana                                                     | Qual. Coppa d'Africa 2021                                              | -1                                                                     |                                                                        |
| 17-11-2020                                                             | Douala                                                                 | Rep. Centrafricana                                                     | 0 – 2                                                                  | Marocco                                                                | Qual. Coppa d'Africa 2021                                              | -                                                                      |                                                                        |
| 26-3-2021                                                              | Nouakchott                                                             | Mauritania                                                             | 0 – 0                                                                  | Marocco                                                                | Qual. Coppa d'Africa 2021                                              | -                                                                      |                                                                        |
| 8-6-2021                                                               | Rabat                                                                  | Marocco                                                                | 1 – 0                                                                  | Ghana                                                                  | Amichevole                                                             | -                                                                      |                                                                        |
| 2-9-2021                                                               | Rabat                                                                  | Marocco                                                                | 2 – 0                                                                  | Sudan                                                                  | Qual. Mondiali 2022                                                    | -                                                                      |                                                                        |
| 6-10-2021                                                              | Rabat                                                                  | Marocco                                                                | 5 – 0                                                                  | Guinea-Bissau                                                          | Qual. Mondiali 2022                                                    | -                                                                      |                                                                        |
| 9-10-2021                                                              | Casablanca                                                             | Guinea-Bissau                                                          | 0 – 3                                                                  | Marocco                                                                | Qual. Mondiali 2022                                                    | -                                                                      |                                                                        |
| 12-10-2021                                                             | Rabat                                                                  | Guinea                                                                 | 1 – 4                                                                  | Marocco                                                                | Qual. Mondiali 2022                                                    | -1                                                                     |                                                                        |
| 12-11-2021                                                             | Rabat                                                                  | Sudan                                                                  | 0 – 3                                                                  | Marocco                                                                | Qual. Mondiali 2022                                                    | -                                                                      | 16’                                                                    |
| 16-11-2021                                                             | Rabat                                                                  | Marocco                                                                | 3 – 0                                                                  | Guinea                                                                 | Qual. Mondiali 2022                                                    | -                                                                      | cap.                                                                   |
| 10-1-2022                                                              | Yaoundé                                                                | Marocco                                                                | 1 – 0                                                                  | Ghana                                                                  | Coppa d'Africa 2021 - 1º turno                                         | -                                                                      |                                                                        |
| 14-1-2022                                                              | Yaoundé                                                                | Marocco                                                                | 2 – 0                                                                  | Comore                                                                 | Coppa d'Africa 2021 - 1º turno                                         | -                                                                      |                                                                        |
| 25-1-2022                                                              | Yaoundé                                                                | Marocco                                                                | 2 – 1                                                                  | Malawi                                                                 | Coppa d'Africa 2021 - Ottavi di finale                                 | -1                                                                     |                                                                        |
| 30-1-2022                                                              | Yaoundé                                                                | Egitto                                                                 | 2 – 1 dts                                                              | Marocco                                                                | Coppa d'Africa 2021 - Quarti di finale                                 | -2                                                                     |                                                                        |
| 25-3-2022                                                              | Kinshasa                                                               | RD del Congo                                                           | 1 – 1                                                                  | Marocco                                                                | Qual. Mondiali 2022                                                    | -1                                                                     |                                                                        |
| 29-3-2022                                                              | Casablanca                                                             | Marocco                                                                | 4 – 1                                                                  | RD del Congo                                                           | Qual. Mondiali 2022                                                    | -                                                                      | 43’                                                                    |
| 2-6-2022                                                               | Cincinnati                                                             | Stati Uniti                                                            | 3 – 0                                                                  | Marocco                                                                | Amichevole                                                             | -3                                                                     | 61’                                                                    |
| 9-6-2022                                                               | Rabat                                                                  | Marocco                                                                | 2 – 1                                                                  | Sudafrica                                                              | Qual. Coppa d'Africa 2023                                              | -1                                                                     |                                                                        |
| 13-6-2022                                                              | Casablanca                                                             | Liberia                                                                | 0 – 2                                                                  | Marocco                                                                | Qual. Coppa d'Africa 2023                                              | -                                                                      |                                                                        |
| 23-9-2022                                                              | Cornellà de Llobregat                                                  | Marocco                                                                | 2 – 0                                                                  | Cile                                                                   | Amichevole                                                             | -                                                                      |                                                                        |
| 27-9-2022                                                              | Siviglia                                                               | Paraguay                                                               | 0 – 0                                                                  | Marocco                                                                | Amichevole                                                             | -                                                                      |                                                                        |
| 17-11-2022                                                             | Sharja                                                                 | Marocco                                                                | 3 – 0                                                                  | Georgia                                                                | Amichevole                                                             | -                                                                      |                                                                        |
| 23-11-2022                                                             | Al Khawr                                                               | Marocco                                                                | 0 – 0                                                                  | Croazia                                                                | Mondiali 2022 - 1º turno                                               | -                                                                      |                                                                        |
| 1-12-2022                                                              | Doha                                                                   | Canada                                                                 | 1 – 2                                                                  | Marocco                                                                | Mondiali 2022 - 1º turno                                               | -1                                                                     |                                                                        |
| 6-12-2022                                                              | Al Rayyan                                                              | Marocco                                                                | 0 – 0 dts (3 – 0 dtr)                                                  | Spagna                                                                 | Mondiali 2022 - Ottavi di finale                                       | -                                                                      |                                                                        |
| 10-12-2022                                                             | Doha                                                                   | Marocco                                                                | 1 – 0                                                                  | Portogallo                                                             | Mondiali 2022 - Quarti di finale                                       | -                                                                      |                                                                        |
| 14-12-2022                                                             | Al Khor                                                                | Francia                                                                | 2 – 0                                                                  | Marocco                                                                | Mondiali 2022 - Semifinale                                             | -2                                                                     |                                                                        |
| 17-12-2022                                                             | Al Rayyan                                                              | Croazia                                                                | 2 – 1                                                                  | Marocco                                                                | Mondiali 2022 - Finale 3º posto                                        | -2                                                                     |                                                                        |
| 25-3-2023                                                              | Tangeri                                                                | Marocco                                                                | 2 – 1                                                                  | Brasile                                                                | Amichevole                                                             | -1                                                                     |                                                                        |
| 28-3-2023                                                              | Madrid                                                                 | Marocco                                                                | 0 – 0                                                                  | Perù                                                                   | Amichevole                                                             | -                                                                      |                                                                        |
| 12-9-2023                                                              | Lens                                                                   | Marocco                                                                | 1 – 0                                                                  | Burkina Faso                                                           | Amichevole                                                             | -                                                                      |                                                                        |
| 14-10-2023                                                             | Abidjan                                                                | Costa d'Avorio                                                         | 1 – 1                                                                  | Marocco                                                                | Amichevole                                                             | -1                                                                     |                                                                        |
| 17-10-2023                                                             | Agadir                                                                 | Marocco                                                                | 3 – 0                                                                  | Liberia                                                                | Qual. Coppa d'Africa 2023                                              | -                                                                      |                                                                        |
| 21-11-2023                                                             | Dar es Salaam                                                          | Tanzania                                                               | 0 – 2                                                                  | Marocco                                                                | Qual. Mondiali 2026                                                    | -                                                                      |                                                                        |
| 11-1-2024                                                              | Rabat                                                                  | Marocco                                                                | 3 – 1                                                                  | Sierra Leone                                                           | Amichevole                                                             | -                                                                      |                                                                        |
| 17-1-2024                                                              | San-Pédro                                                              | Marocco                                                                | 3 – 0                                                                  | Tanzania                                                               | Coppa d'Africa 2023 - 1º turno                                         | -                                                                      |                                                                        |
| 21-1-2024                                                              | San-Pédro                                                              | Marocco                                                                | 1 – 1                                                                  | RD del Congo                                                           | Coppa d'Africa 2023 - 1º turno                                         | -1                                                                     |                                                                        |
| 24-1-2024                                                              | San-Pédro                                                              | Zambia                                                                 | 0 – 1                                                                  | Marocco                                                                | Coppa d'Africa 2023 - 1º turno                                         | -                                                                      |                                                                        |
| 30-1-2024                                                              | San-Pédro                                                              | Marocco                                                                | 0 – 2                                                                  | Sudafrica                                                              | Coppa d'Africa 2023 - Ottavi di finale                                 | -2                                                                     |                                                                        |
| 22-3-2024                                                              | Agadir                                                                 | Marocco                                                                | 1 – 0                                                                  | Angola                                                                 | Amichevole                                                             | -                                                                      |                                                                        |
| 26-3-2024                                                              | Agadir                                                                 | Marocco                                                                | 0 – 0                                                                  | Mauritania                                                             | Amichevole                                                             | -                                                                      |                                                                        |
| 7-6-2024                                                               | Agadir                                                                 | Marocco                                                                | 2 – 1                                                                  | Zambia                                                                 | Qual. Mondiali 2026                                                    | -1                                                                     |                                                                        |
| 11-6-2024                                                              | Agadir                                                                 | Marocco                                                                | 6 – 0                                                                  | Rep. del Congo                                                         | Qual. Mondiali 2026                                                    | -                                                                      |                                                                        |
| 6-9-2024                                                               | Agadir                                                                 | Marocco                                                                | 4 – 1                                                                  | Gabon                                                                  | Qual. Coppa d'Africa 2025                                              | -1                                                                     |                                                                        |
| 12-10-2024                                                             | Oujda                                                                  | Marocco                                                                | 5 – 0                                                                  | Rep. Centrafricana                                                     | Qual. Coppa d'Africa 2025                                              | -                                                                      | 32’                                                                    |
| 15-11-2024                                                             | Franceville                                                            | Gabon                                                                  | 1 – 5                                                                  | Marocco                                                                | Qual. Coppa d'Africa 2025                                              | -1                                                                     |                                                                        |
| 19-11-2024                                                             | Oujda                                                                  | Marocco                                                                | 7 – 0                                                                  | Lesotho                                                                | Qual. Coppa d'Africa 2025                                              | -                                                                      | cap.                                                                   |
| 21-3-2025                                                              | Oujda                                                                  | Niger                                                                  | 1 – 2                                                                  | Marocco                                                                | Qual. Mondiali 2026                                                    | -1                                                                     |                                                                        |
| 25-3-2025                                                              | Oujda                                                                  | Marocco                                                                | 2 – 0                                                                  | Tanzania                                                               | Qual. Mondiali 2026                                                    | -                                                                      | cap.                                                                   |
| 6-6-2025                                                               | Fès                                                                    | Marocco                                                                | 2 – 0                                                                  | Tunisia                                                                | Amichevole                                                             | -                                                                      |                                                                        |
| Totale                                                                 |                                                                        | Presenze (10º posto)                                                   | 75                                                                     |                                                                        | Reti                                                                   | -36                                                                    |                                                                        |

## Palmarès

### Club

#### Competizioni nazionali
- Campionato marocchino: 1

Wydad Casablanca: 2009-2010
- Campionato spagnolo: 1

Atlético Madrid: 2013-2014
- Campionato saudita: 1

Al Hilal: 2023-2024
- Coppa del Re dei Campioni: 1

Al-Hilal: 2023-2024
- Supercoppa saudita: 2

Al Hilal: 2023, 2024

#### Competizioni internazionali
- UEFA Europa League: 2

Siviglia: 2019-2020, 2022-2023

### Individuale
- Trofeo Zamora: 1

2021-2022

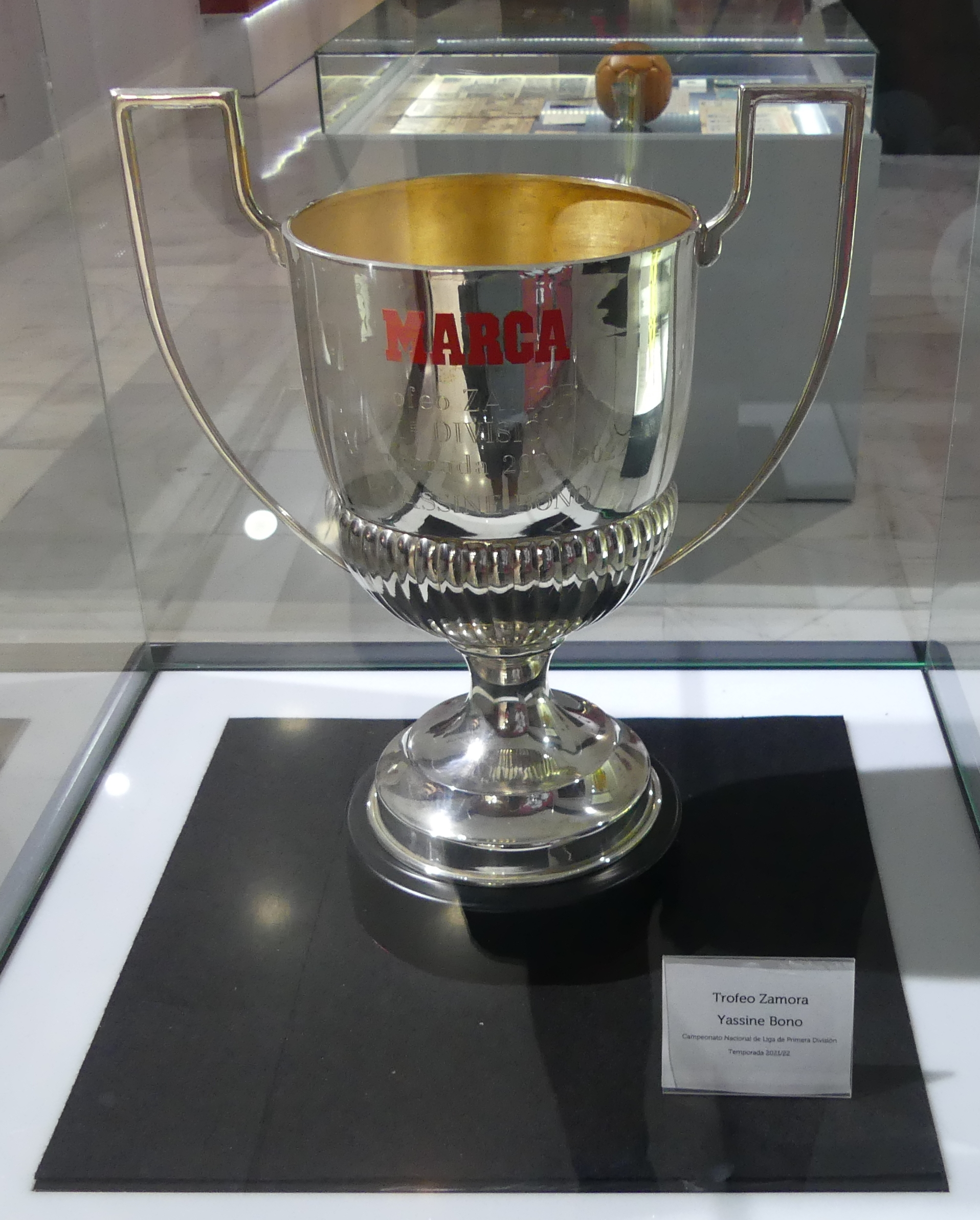
Trofeo Zamora di Yassine Bounou

- Miglior portiere della UEFA Europa League: 2

2019-2020, 2022-2023
- Squadra della stagione della UEFA Europa League: 2

2019-2020, 2022-2023
- Miglior portiere della Lega saudita professionistica: 1

2023-2024